# Огюстен де Дрюкур
Огюстен де Бошенри де Дрюкур (фр. Augustin de Boschenry de Drucourt; 1703, Дрюкур — 1762, Гавр, Франция) — военно-морской офицер и колониальный администратор Франции, губернатор острова Иль-Руаяль в Новой Франции с 1754 по 1758 год.

## Биография

### Происхождение и семья
Младший сын Жана-Луи де Бошенри, барона де Дрюкур и Мари-Луизы Годар. Имеет норманнское происхождение.

### Военная карьера
В 1719 году он присоединился к роте морской гвардии, дислоцированной в Бресте. Во время службы имел стабильный карьерный рост из-за его вкуса к хорошо выполненной работе.
В октябре 1746 года, когда он находился на борту судна Le Mars, доставлявшего припасы в Акадию, на обратном пути во Францию, судно было захвачено английским HMS Nottingham. Его плен длился около года, затем он вернулся во Францию. Он был сделан рыцарем ордена Святого Людовика в 1749 году и был назначен на важный административный пост в Бресте, должность он сохранил в течение нескольких лет. Он получил военно-морской сертификат капитана в 1751 году и был назначен губернатором Иль-Руаяль (ныне Остров Кейп-Бретон) в Канаде. Дрюкур прибыл в Луисбург, Новая Шотландия 15 августа 1754 г. с женой Мари-Анн Обер де Курсерак.
В 1758 году во время осады Луисбурга британским адмиралом Эдвардом Боскауэном вопреки советам офицеров, не желающих подвергать свои корабли британскому огню, оставаясь в порту, Дрюкур приказал флоту оставаться на пристани. Однако Дрюкур не мог заставить своих капитанов последовать примеру Воклена[уточнить] и направить огромную огневую мощь своих кораблей против британских батарей, хотя такое действие могло иметь значение и помочь выиграть осаду.
На военном совете 26 июля одни офицеры выступали за быструю капитуляцию, другие хотели, чтобы оборона города продолжалась, в том числе в случае нападения. Ознакомившись с требованиями британцев, Дрюкур был склонен продолжать боевые действия, но по просьбе гражданского населения Луисбурга он принял условия соглашения и сдался. Стал последним французским губернатором Иль-Рояль, уехал из Луисбурга со всеми военными почестями 15 августа 1758 года.